# Цистатіонін-γ-ліаза
Функцією ферменту цистатіонін-γ-ліази  (К.Ф. 4.4.1.1) є перетворення цистатіоніну на цистеїн у реакції β-дисульфідного елімінування з утворенням амонію та α-кетобутирату як сопродуктів . Крім того, він причетний до перетворення цистину до тіоцистеїну, пірувату і NH3 та цистеїну до пірувату, NH3 та H2S . Тіоцистеїн надалі реагує із цистеїном або іншими тіолами, продукуючи H2S і цистин або інший відповідний дисульфід. 
Цей білок складається із 405 амінокислотних залишків, є тетраметром, що сформований двома гомодимерами, обидва з яких необхідні для формування активного центру і повної активності ферменту. Подібно до конститутивних ізоформ синтази оксиду азоту (eNOS, nNOS) і гемоксигенази (НО2) цистатіонінліаза є Са2+/кальмодулін-залежним ферментом.